# Irena Lasiecka
Irena Lasiecka (ur. 4 lutego 1948 r.) – polska matematyczka specjalizującą się m.in. w teorii sterowania, równaniach różniczkowych oraz matematyce stosowanej.

## Życiorys
Urodzona 4 lutego 1948 r. Absolwentka Uniwersytetu Warszawskiego, doktoryzowała się na tej samej uczelni. Początkowo pracowała w Instytucie Badań Systemowych PAN, a następnie na amerykańskich uczelniach. W 2012 r. otrzymała tytuł profesora.
W 2011 r. jako pierwsza kobieta wyróżniona została W.T. and Idalia Reid Prize, a w 2019 r. również jako pierwsza kobieta otrzymała Richard E. Bellman Control Heritage Award. Otrzymała Nagrodę Główną Polskiego Towarzystwa Matematycznego im. Hugona Steinhausa za 2021 rok.